# Jimilian
 Denne artikel bør gennemlæses af en person med fagkendskab for at sikre den faglige korrekthed.

Jimilian Ismaili (født 22. august 1994 i Krujë i Albanien) er en dansk sanger af albansk afstamning. Jimilian har kontrakt med Flexmusic og har udgivet flere sange og albums på iTunes, TDCPlay, Spotify, m.m. Vibration Remix blev hans første gennembrud. Jimilians album "Mig Og mig Selv" fik platin med hitsingler som "Slem Igen" samt "Damer På Lager". Begge sange har også fået platin.
I 2021 vandt han sæson 18 af Vild med dans sammen med den professionelle danser Asta Björk Ivarsdottir.

## Tidlige liv og karriere
Jimilian boede i Belgien, og i en kort periode også i Sandholmlejren, da hans familie flygtede til Danmark i 2000. Hans far var en kendt folkemusiker hjemme i Albanien. På det tidspunkt var Jimilian fem år. De næste fire år blev familien flyttet rundt i landet, mens de ventede på at kunne få permanent opholdstilladelse. Det fik de i 2004 og slog sig derpå ned i Maribo, som dermed blev Jimilians første faste base i Danmark.
Under Jimilians debut i MGP 2006 deltog han oprindeligt under navnet Lil' G med sangen 'Penge' .
I 2014 blev Jimilian HF-student fra Nykøbing Katedralskole.

## Singler
| År   | Titel               | Medvirkende                               |
| ---- | ------------------- | ----------------------------------------- |
| 2008 | Flows               | Jimilian                                  |
| 2008 | e Di                | Jimilian                                  |
| 2009 | Vibration           | Jimilian                                  |
| 2009 | Flows               | Jimilian                                  |
| 2009 | Vil du              | Jimilian                                  |
| 2010 | Virus               | Jimilian                                  |
| 2010 | Elsker              | Jimilian                                  |
| 2010 | Finde dit smil igen | Jimilian                                  |
| 2010 | Få dig et liv       | Jimilian (feat. Enrico Blak)              |
| 2011 | Toget er kørt       | Jimilian                                  |
| 2012 | Hjerteslag          | Jimilian (feat. Poeten)                   |
| 2012 | Ild i min flamme    | Jimilian                                  |
| 2013 | Hvem gi'r dig lov   | Jimilian                                  |
| 2013 | Stok og sten        | Jimilian                                  |
| 2013 | Go' morgen          | Jimilian                                  |
| 2013 | Letter nu           | Jimilian                                  |
| 2013 | Ved at du har mig   | Jimilian                                  |
| 2014 | Topline             | Jimilian                                  |
| 2014 | Jeg har glædet mig  | Jimilian                                  |
| 2014 | Jeopardy            | Jimilian                                  |
| 2014 | Andre drenges piger | Jimilian                                  |
| 2015 | Damer på lager      | Jimilian                                  |
| 2015 | Slem Igen           | Blak & Jimilian (feat. Ceci Luca)         |
| 2015 | Helt Væk            | Jimilian                                  |
| 2016 | Tid til mig         | Jimilian                                  |
| 2016 | Sindssyg Sommer     | Jimilian                                  |
| 2017 | Ajo Don Perignon    | Jimilian                                  |
| 2017 | Det Der             | Jimilian                                  |
| 2018 | Vai                 | Jimilian                                  |
| 2018 | Ménage à trois      | Jimilian (feat. Katie Keller & Hedegaard) |
| 2018 | KICK                | Jimilian (feat. 6ix9ine)                  |
| 2019 | Parkour             | Jimilian (feat. Gio)                      |
| 2019 | Monte Carlo         | Jimilian & Fouli                          |
| 2020 | Typisk Mig          | Jimilian (Artigeardit & Gio)              |
| 2020 | Smid Tøjet          | Jimilian                                  |
| 2020 | Sandheden           | Jimilian                                  |
| 2020 | Frisk på det hele   | Jimilian                                  |
| 2020 | Dejlig              | Jimilian & Fouli                          |
| 2021 | Vågen               | Jimilian                                  |
| 2021 | Kærlighedssangen    | Jimilian                                  |
| 2021 | Lo Lo               | Jimilian & Fouli                          |